# Prijeka
Prijeka falu Horvátországban, Sziszek-Monoszló megyében. Közigazgatásilag Glinához tartozik.

## Fekvése
Sziszek városától légvonalban 30, közúton 43 km-re délnyugatra, községközpontjától légvonalban 5, közúton 8 km-re délre, a Maja-medencében fekszik.

## Története
A falu a környék számos településéhez hasonlóan a 17. század vége felé népesült be. Nevét a hagyomány szerint onnan kapta, hogy Sračice ősi várából nézve a hegyen túl (preko brda) települt. Lakói évszázadok óta a majai római katolikus plébániához tartoznak. Jellemzően a Bilica, Ferenac, Liković, Krajačić, Majstorović, Pavušek és Šimunović családnevek találhatók meg itt. 1696-ban a szábor a bánt tette meg a Kulpa és az Una közötti határvédő erők parancsnokává, melyet hosszas huzavona után 1704-ben a bécsi udvar is elfogadott. Ezzel létrejött a Báni végvidék (horvátul Banovina), mely katonai határőrvidék része lett. 1745-ben megalakult a Glina központú első báni ezred, melynek fennhatósága alá ez a vidék is tartozott. 1881-ben megszűnt a katonai közigazgatás. A falunak 1857-ben 162, 1910-ben 266 lakosa volt. 1918-ban az új szerb-horvát-szlovén állam, majd később Jugoszlávia része lett. A második világháború idején a Független Horvát Állam része volt. A falu 1991. június 25-én a független Horvátország része lett. 1991 őszén megszállták a JNA alakulatai és a szerb szabadcsapatok. A falut 1995. augusztus 8-án a Vihar hadművelettel foglalta vissza a horvát hadsereg. A településnek 2011-ben 57 lakosa volt, akik mezőgazdasággal és állattartással foglalkoztak.

## Népesség
| Lakosság változása | Lakosság változása | Lakosság változása | Lakosság változása | Lakosság változása | Lakosság változása | Lakosság változása | Lakosság változása | Lakosság változása | Lakosság változása | Lakosság változása | Lakosság változása | Lakosság változása | Lakosság változása | Lakosság változása | Lakosság változása |
| ------------------ | ------------------ | ------------------ | ------------------ | ------------------ | ------------------ | ------------------ | ------------------ | ------------------ | ------------------ | ------------------ | ------------------ | ------------------ | ------------------ | ------------------ | ------------------ |
| 1857               | 1869               | 1880               | 1890               | 1900               | 1910               | 1921               | 1931               | 1948               | 1953               | 1961               | 1971               | 1981               | 1991               | 2001               | 2011               |
| 162                | 236                | 193                | 241                | 255                | 266                | 241                | 274                | 249                | 258                | 252                | 205                | 166                | 163                | 102                | 57                 |

## Nevezetességei
A Fájdalmas Szűzanya tiszteletére szentelt római katolikus kápolnája a délszláv háború után épült. Egyhajós, famennyezetes, nyeregtetős épület félköríves bejárattal. Homlokzata felett kisméretű, karcsú, piramisban végződő harangtorony látható. Berendezése egyszerű.